# タシュケント地下鉄ユヌサバード線
ユヌサバード線 (英語: Yunusobod Line、ウズベク語: Yunusobod yo'li / Юнусобод йўли、ロシア語: Юнусабадская линия) はウズベキスタンの首都タシュケント市ユヌサバード地区のトゥルキスタン駅からミラバード地区のミング・オリク駅を結ぶ、タシュケント地下鉄の鉄道路線。2001年に開通した。午前5時から午後12時まで営業している。

## 沿革
- 2001年10月26日 - シャフリスタン—ミング・オリク間6.4kmが開通。
- 2020年8月29日 - トゥルキスタン駅（ウズベク語版）—シャフリスタン間2.9kmが開通[2]。

## 駅一覧
全駅タシュケント市内に位置する。
| 駅名                   | 駅名                   | 駅間 キロ | 累計 キロ | 接続路線・備考                                     | 所在地                 |
| 日本語                 | ウズベク語             | 駅間 キロ | 累計 キロ | 接続路線・備考                                     | 所在地                 |
| ---------------------- | ---------------------- | --------- | --------- | -------------------------------------------------- | ---------------------- |
| トゥルキスタン駅       | Turkiston bekati       | 0         | 0         |                                                    | ユヌサバード地区       |
| ユヌサバード駅         | Yunusobod bekati       |           |           |                                                    | ユヌサバード地区       |
| シャフリスタン駅       | Shahriston bekati      |           |           |                                                    | ユヌサバード地区       |
| バダムザール駅         | Bodomzor bekati        |           |           |                                                    | ユヌサバード地区       |
| ミノール駅             | Minor bekati           |           |           |                                                    | ユヌサバード地区       |
| アブドゥラ・コディリ駅 | Abdulla Qodiriy bekati |           |           |                                                    | ユヌサバード地区       |
| ユヌス・ラジャビィ駅   | Yunus Rajabiy bekati   |           |           | チランザール線（アミール・ティムール・ヒヨボニ駅） | ミルザ・ウルグベク地区 |
| ミング・オリク駅       | Ming oʻrik bekati      |           | 10.5      | ウズベキスタン線（アイベク駅）                     | ミラバード地区         |

## 線路延長計画
2001年にユヌサバード線が開通した後、タシュケント北部方向に向けて線路延長工事が開始されたが、2003年に財政上の問題から15％の工事が完了した時点で工事が中止された。南部への延長計画では市中心部から南東部への線路延長が想定されており、この他に東部への線路延長も計画されている。